# Sergio Quevedo Aragón
Sergio Quevedo Aragón fue un médico y catedrático peruano. 
Nació en el Cusco en 1908. Estudió en el Colegio Nacional de Ciencias, estudió en los años 1920 pre-médicas, para continuar en la Facultad de Medicina de San Fernando, recibiéndose de médico en 1936. 
Ocupó numerosos cargos públicos. Fue alcalde del Cusco, miembro de la sociedad de beneficencia, director del Hospital Antonio Lorena hasta en tres oportunidades.  Fue nombrado en 1957 presidente de la Junta reorganizadora de la Universidad el Cusco, habiendo ejercido antes el decanato de la Facultad de Letras.